# Jansen Panettiere
Jansen Rayne Panettiere, född 25 september 1994 i Palisades, Rockland County, New York, död 19 februari 2023 i New York, var en amerikansk skådespelare och röstskådespelare. Han var yngre bror till skådespelerskan Hayden Panettiere.